# Colle della Lace
Il Colle della Lace (pron. fr. AFI: [las]; in francese, Col de la Lace; alt. 2.121 m s.l.m.) è un valico alpino delle Alpi Biellesi i cui versanti sono entrambi amministrativamente compresi nel territorio valdaostano. Il colle è una storica via di collegamento pedonale tra il Biellese (Valle dell'Elvo), il Canavese (Vallone di Trovinasse, Settimo Vittone) e, tramite il vicinissimo Col Giassit (comune di Lillianes), la Valle d'Aosta (Valle del Lys).

## Storia e descrizione
Il colle si apre tra il Mont Roux (a nord, 2.318 m) e la cresta che culmina a sud con la Punta Tre Vescovi (2.341) e la Colma di Mombarone; esso fa parte del crinale spartiacque che divide il bacino del Cervo da quello della Dora Baltea.
È compreso interamente nel comune di Lillianes, perché tale territorio comunale, che si estende quasi per intero sul versante occidentale delle Alpi Biellesi, in corrispondenza del colle sconfina sul lato orientale della catena montuosa arrivando a comprendere una zona idrograficamente tributaria del Cervo. 
Nei pressi del punto di valico si trova un alpeggio di proprietà del comune di Lillianes.

## Accesso
L'accesso avviene per sentiero dal Biellese lungo gli itinerari C2 o C6 (partendo dalla Valle dell'Elvo) oppure C12/C12a, i quali collegano invece il colle al rifugio Coda.
Sul versante canavesano il colle è raggiunto da una bella mulattiera che parte da Maletto (Settimo Vittone),  mentre dal lato valdaostano si può salire in circa 2 ore 30' per il sentiero che parte dalla frazione Petit-Pra (Lillianes) e transita per il Col Giassit (2.026 m), situato appena prima di quello della Lace.

Dal Colle della Lace passano anche sia la Grande Traversata delle Alpi che l'Alta Via delle Alpi Biellesi.

## Punti di appoggio
- Rifugio Coda